# EHF European Cup der Männer 2025/26
Am EHF European Cup 2025/26 nehmen 73 Handball-Vereinsmannschaften teil, die sich in der vorangegangenen Saison in ihren Heimatländern für den Wettbewerb qualifiziert hatten. Es ist die sechste Austragung des Wettbewerbs.

## Runde 1
In Runde 1 treten im September 2025 insgesamt 18 Teams im K.-o.-System mit Hin- und Rückspielen gegeneinander an. Die neun Sieger sind für die Runde 2 qualifiziert.

### Qualifizierte Teams
| - Jags Vöslau - RK Vogošca - MRK Sloga Doboj - Parnassos Strovolou - Mistra - A.C. PAOK - ESN Vrilission - Balatonfüredi KSE - Raimond Sassari | - KH Besa Famgas - Granitas Kaunas - HB Dudelange - HB Esch - RK Butel Skopje - CSM Constanța - Beykoz BLD SK - Spor Toto SK - Depsaş Enerji AS SK |

### Ausgeloste Spiele und Ergebnisse
| Mannschaft 1      | Mannschaft 2          | Hinspiel             | Rückspiel            | Gesamt |
| ----------------- | --------------------- | -------------------- | -------------------- | ------ |
| KH Besa Famgas -  | Depsaş Enerji AS SK - | 06.09.2025 00:00 Uhr | 13.09.2025 00:00 Uhr | 0 : 0  |
| KH Besa Famgas -  | Depsaş Enerji AS SK - | 0 : 0 (0 : 0)        | 0 : 0 (0 : 0)        | 0 : 0  |
| KH Besa Famgas -  | Depsaş Enerji AS SK - | - Zuschauer          | - Zuschauer          | 0 : 0  |
| ESN Vrilission -  | A.C. PAOK -           | 06.09.2025 00:00 Uhr | 13.09.2025 00:00 Uhr | 0 : 0  |
| ESN Vrilission -  | A.C. PAOK -           | 0 : 0 (0 : 0)        | 0 : 0 (0 : 0)        | 0 : 0  |
| ESN Vrilission -  | A.C. PAOK -           | - Zuschauer          | - Zuschauer          | 0 : 0  |
| MRK Sloga Doboj - | Granitas Kaunas -     | 06.09.2025 00:00 Uhr | 13.09.2025 00:00 Uhr | 0 : 0  |
| MRK Sloga Doboj - | Granitas Kaunas -     | 0 : 0 (0 : 0)        | 0 : 0 (0 : 0)        | 0 : 0  |
| MRK Sloga Doboj - | Granitas Kaunas -     | - Zuschauer          | - Zuschauer          | 0 : 0  |
| HB Dudelange -    | RK Butel Skopje -     | 06.09.2025 18:00 Uhr | 13.09.2025 00:00 Uhr | 0 : 0  |
| HB Dudelange -    | RK Butel Skopje -     | 0 : 0 (0 : 0)        | 0 : 0 (0 : 0)        | 0 : 0  |
| HB Dudelange -    | RK Butel Skopje -     | - Zuschauer          | - Zuschauer          | 0 : 0  |
| Jags Vöslau -     | Mistra -              | 06.09.2025 18:00 Uhr | 14.09.2025 13:00 Uhr | 0 : 0  |
| Jags Vöslau -     | Mistra -              | 0 : 0 (0 : 0)        | 0 : 0 (0 : 0)        | 0 : 0  |
| Jags Vöslau -     | Mistra -              | - Zuschauer          | - Zuschauer          | 0 : 0  |
| Beykoz BLD SK -   | Balatonfüredi KSE -   | 06.09.2025 18:00 Uhr | 07.09.2025 18:00 Uhr | 0 : 0  |
| Beykoz BLD SK -   | Balatonfüredi KSE -   | 0 : 0 (0 : 0)        | 0 : 0 (0 : 0)        | 0 : 0  |
| Beykoz BLD SK -   | Balatonfüredi KSE -   | - Zuschauer          | - Zuschauer          | 0 : 0  |
| HB Esch -         | RK Vogošca -          | 06.09.2025 19:00 Uhr | 07.09.2025 18:00 Uhr | 0 : 0  |
| HB Esch -         | RK Vogošca -          | 0 : 0 (0 : 0)        | 0 : 0 (0 : 0)        | 0 : 0  |
| HB Esch -         | RK Vogošca -          | - Zuschauer          | - Zuschauer          | 0 : 0  |
| Spor Toto SK -    | Raimond Sassari -     | 12.09.2025 18:00 Uhr | 14.09.2025 18:00 Uhr | 0 : 0  |
| Spor Toto SK -    | Raimond Sassari -     | 0 : 0 (0 : 0)        | 0 : 0 (0 : 0)        | 0 : 0  |
| Spor Toto SK -    | Raimond Sassari -     | - Zuschauer          | - Zuschauer          | 0 : 0  |
| CSM Constanța -   | Parnassos Strovolou - | 13.09.2025 17:00 Uhr | 14.09.2025 17:00 Uhr | 0 : 0  |
| CSM Constanța -   | Parnassos Strovolou - | 0 : 0 (0 : 0)        | 0 : 0 (0 : 0)        | 0 : 0  |
| CSM Constanța -   | Parnassos Strovolou - | - Zuschauer          | - Zuschauer          | 0 : 0  |